# Cati Rodríguez Morcillo
Catalina «Cati» Rodríguez Morcillo és una advocada, política i activista antidesnonaments espanyola, alcaldessa de San Fernando de Henares des de 2015.
Nascuda a Madrid el 1968, es va llicenciar en dret per la Universitat d'Alcalá de Henares. Fundadora de la Plataforma Antidesnonaments Coslada-San Fernando, El 2015 va encapçalar la candidatura de San Fernando de Henares Sí Pot (SFHSP) per a les eleccions municipals de 2015 a San Fernando de Henares. Elegida regidora, va ser investida alcaldessa del municipi amb una majoria absoluta dels vots dels regidors del ple (14 de 21) el 13 de juny de 2015. En 2017 va ser citada a declarar acusada d'un presumpte delicte de revelació de secrets en el procés de gestió de l'alienació de la Plaça d'Espanya.